# Хоцишево (Великопольське воєводство)
Хоцишево (пол. Chociszewo, нім. Hochfeld) — село в Польщі, у гміні Скоки Вонґровецького повіту Великопольського воєводства.
Населення — 100 осіб (2011).
У 1975-1998 роках село належало до Познанського воєводства.

## Демографія
Демографічна структура станом на 31 березня 2011 року:
|          | Загалом | Допрацездатний вік | Працездатний вік | Постпрацездатний вік |
| -------- | ------- | ------------------ | ---------------- | -------------------- |
| Чоловіки | 48      | 13                 | 32               | 3                    |
| Жінки    | 52      | 18                 | 29               | 5                    |
| Разом    | 100     | 31                 | 61               | 8                    |